# Nina Simone
Nina Simone, artiestennaam van Eunice Kathleen Waymon (Tryon, North Carolina, 21 februari 1933 – Carry-le-Rouet, 21 april 2003), was een Amerikaanse singer-songwriter, pianiste en burgerrechtenactiviste. Ze wordt vooral gerekend tot de jazzmuzikanten, maar had zelf een hekel aan deze term. In haar werk zijn ook de invloeden van klassieke muziek, blues, reggae, rhythm-and-blues en soul te horen.

## Levensloop

### Jeugd
Simone kwam uit een gezin met acht kinderen. Evenals andere Afro-Amerikaanse artiesten werd ze geïnspireerd door Marian Anderson en begon ze te zingen in de plaatselijke kerk. Daar kwamen ook haar bijzondere talenten achter de piano naar voren. Toen ze op tienjarige leeftijd debuteerde bij een pianoconcert moesten haar ouders, die op de voorste rij waren gaan zitten, plaatsmaken voor blanken. Dit incident zorgde ervoor dat Simone later betrokken raakte bij de Amerikaanse Civil Rights Movement van Martin Luther King.
Toen ze zeventien was, vertrok Simone naar Philadelphia, waar ze pianoles gaf en andere artiesten begeleidde. Dankzij sponsors kon ze het pianospelen verder leren op de prestigieuze Juilliard School in New York. Door een gebrek aan fondsen kon ze echter niet als eerste Afro-Amerikaan een pianoconcert geven. Later solliciteerde ze bij het Curtis Institute of Music, waar ze werd afgewezen. Volgens Simone was de reden dat ze zwart was. Het Curtis Institute of Music gaf haar het advies haar talenten in blues en jazz te gebruiken. Simone is haar pianospel altijd blijven doorweven met flarden klassiek, vooral van Bach en Chopin. Zelf zei Simone daarover "best of both worlds, if I feel it I need to play it".

### Eerste hits
Toen Simone begon te werken in een nachtclub in Atlantic City koos ze inderdaad voor blues en jazz. In 1954 nam ze de naam Nina Simone aan – Nina was de koosnaam voor haar van haar vriendje (afgeleid van niña, Spaans voor meisje) en Simone verwees naar de Franse actrice Simone Signoret. Het publiek merkte haar voor het eerst op in 1959 door haar vertolking van George Gershwins I Loves You, Porgy (uit de opera Porgy and Bess). Uiteindelijk was dit haar enige top-20-hit in de Verenigde Staten. De hit werd gevolgd door My Baby Just Cares for Me, dat in 1987 opnieuw een hit werd (waaronder #1 in Nederland) toen hij gebruikt werd in een televisiecampagne voor het parfum Chanel Nº5. Haar grootste hit in Nederland Ain't Got No, I Got Life werd in 1998 opnieuw uitgebracht, nadat hij gebruikt was in een reclame voor Amev-verzekeringen. Mede dankzij de inspanningen van Simones echtgenoot en manager Andrew Stroud werd zij wereldwijd een ster.

### Burgerrechten
In de jaren zestig was Simone betrokken bij de burgerrechtenbeweging en nam ze een aantal politieke nummers op, waaronder To Be Young, Gifted And Black (later gecoverd door Aretha Franklin en Donny Hathaway), Backlash Blues, Mississippi Goddam (een reactie op de moord op Medgar Evers en de bomaanslag op een kerk in Birmingham (Alabama), waarbij vier zwarte kinderen gedood werden), I Wish I Knew How It Would Feel To Be Free en Pirate Jenny van Bertolt Brecht en Kurt Weill, dit keer gesitueerd in een hotel in het zuiden.

### Hoogtepunten
In 1961 nam Simone haar versie op van het traditionele lied The House of the Rising Sun (een nummer later opgenomen door Bob Dylan en een hit in de versie van The Animals). Andere liederen waar ze bekend van is, zijn I Put a Spell on You (origineel van Screamin' Jay Hawkins), Here Comes The Sun van The Beatles, Four Women, I Shall Be Released (ook van Dylan) en Ain't Got No, I Got Life. Simones veelzijdigheid als artiest bewees ze met haar muziek, die in één enkel concert gemakkelijk kon overgaan van gospel-georiënteerde muziek naar blues, klassiek en jazz. Ze werd bij een breder publiek bekend doordat haar nummer Sinnerman gebruikt werd in de film The Thomas Crown Affair uit 1968, met Steve McQueen en Faye Dunaway. In de remake van deze film uit 1999, dit keer met Pierce Brosnan en Rene Russo, zat hetzelfde lied. Sinnerman is ook gebruikt als sample voor het nummer Get By van de Amerikaanse rapper Talib Kweli.
Nina Simone trad voor het eerst op in Nederland in het Mickery theater te Loenersloot op 25 december 1965. Dit concert is uitgezonden op televisie; de registratie is meer dan veertig jaar zoek geweest, maar inmiddels teruggevonden. Daarna volgden concerten in 1967, 1968 en 1971 (samen met Boy Edgar's Big Band). Tijdens dit concert zong ze haar meest indringende en door de ziel snijdende versie van Billie Holidays lugubere Strange Fruit (over een lynchpartij in Alabama) ooit. De televisieregistratie van dit concert is tot op heden niet teruggevonden in de archieven. In 1977 en 1983 trad ze op bij het North Sea Jazz Festival en in 1988 gaf ze een serie van acht concerten door geheel Nederland.
Simone heeft altijd een goede band gehad met Nederland, ze voelde zich goed in de ontspannen sfeer en had er veel vrienden, onder wie Wim (Willie) Langenberg, Boy Edgar, Juliska Juhasz (wiens dochter Nina petekind was van Simone) en Gerrit de Bruin. Ook als er geen concerten in Nederland waren, vertoefde Simone in de jaren van 1965 tot 1971 vaak in Nederland.
Simones scheiding van Andrew Stroud sloeg de basis onder haar bestaan weg en zij verbrak de banden met RCA, haar platenmaatschappij sinds 1966. Kenmerkend is dat Simone erop stond dat haar laatste plaat met RCA 'It is finished' als naam kreeg. Later begreep RCA waarom. Simone wilde in deze periode eigenlijk geen concerten meer geven, maar gebrek aan geld dwong haar nu en dan toch het podium op. Uiteindelijk vertrok ze naar Afrika en verbleef daar enige jaren zonder op te treden. In 1976 kwam ze gedwongen door geldgebrek terug naar Europa. Ze vond Claude Nobs van het Montreux Jazz Festival bereid haar in te passen in het reeds overvolle programma van zijn festival. Simone zou een concert van twintig minuten doen en kreeg ook betaald voor twintig minuten, maar het concert duurde meer dan een uur. Van dit concert is een dvd in de handel met de naam Nina Simone live at Montreux 1976. In 2021 is een overzicht van haar concerten in Montreux uitgegeven.
In 1991 maakte Frank Lords een documentaire over haar leven met de naam La Legende en in 2015 maakte Liz Garbus in opdracht van Netflix de documentaire What happened, Miss Simone?

### Latere leven en overlijden

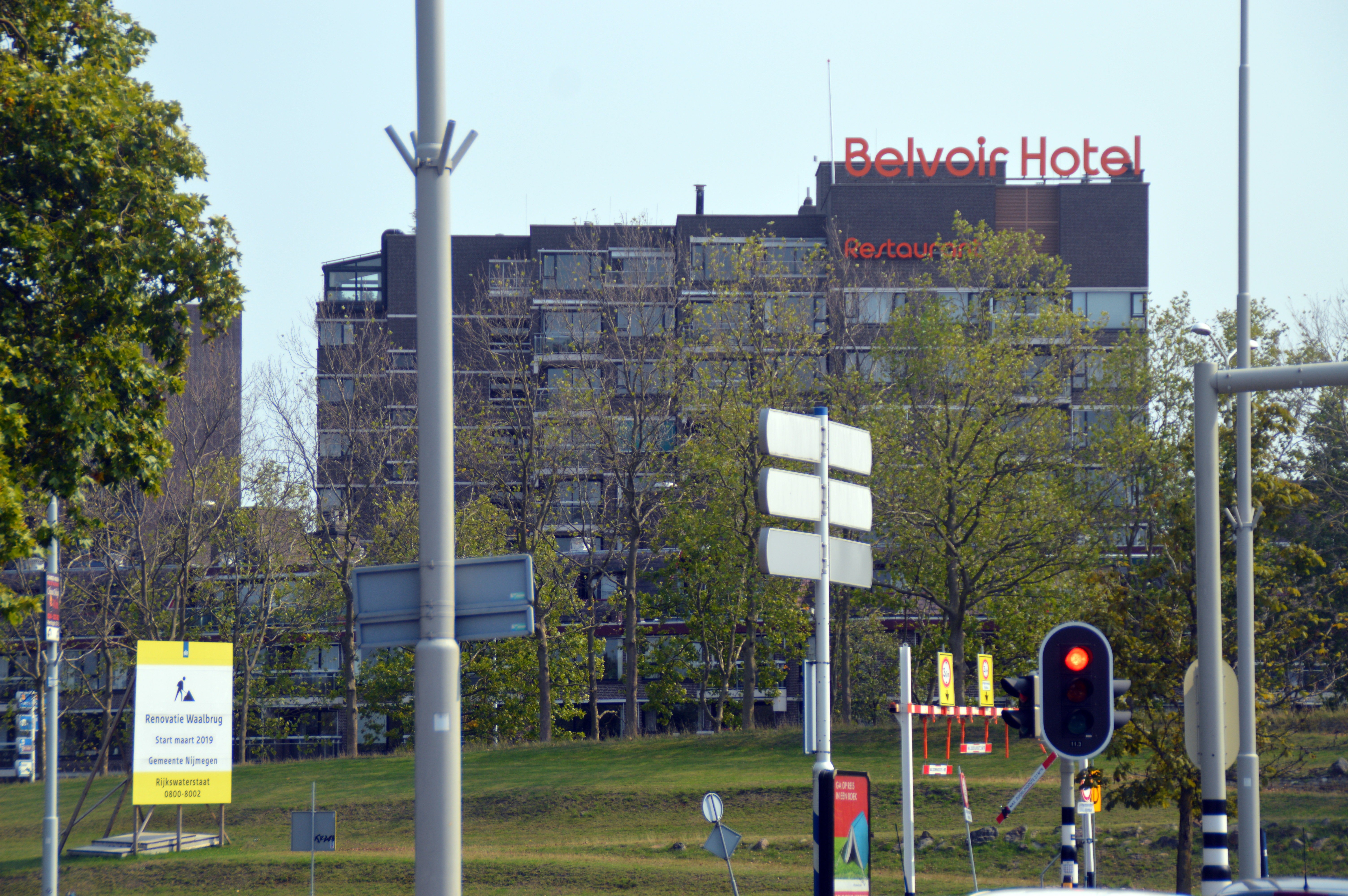
Het Belvoir Hotel in Nijmegen, waar Nina Simone verbleef tussen 1988 en 1992

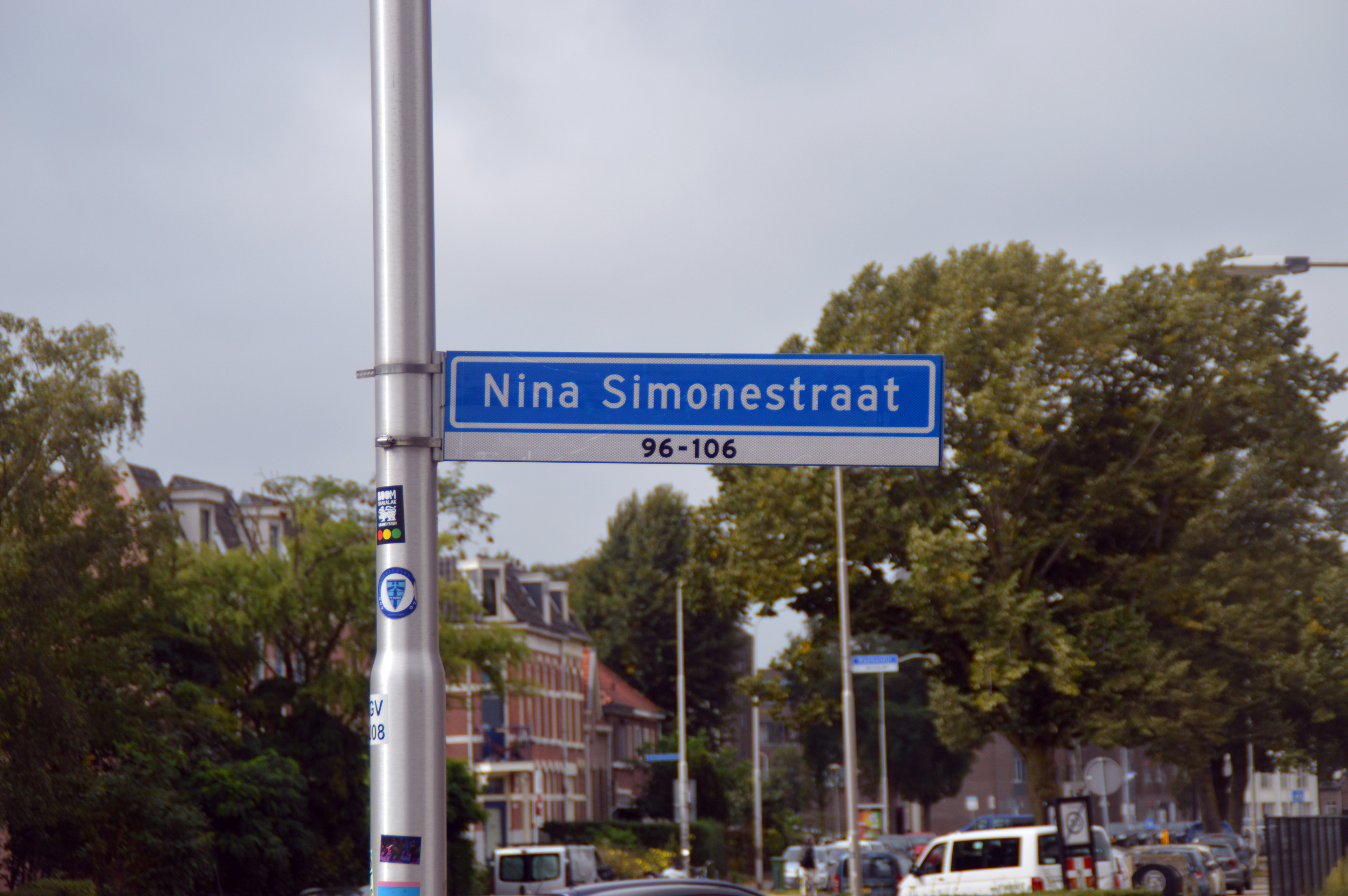
Nina Simonestraat, Nijmegen

In 1971 verliet Simone de Verenigde Staten na onenigheid met managers, platenmaatschappijen en de belastingdienst. Ze gaf ook het racisme als een reden om te vertrekken. Toen ze in 1978 terugkwam, werd ze gearresteerd wegens belastingontduiking (ze weigerde een aantal jaren haar belastbaar inkomen op te geven als protest tegen de Vietnamoorlog). Ze heeft in verschillende landen gewoond, zoals op de Caribische eilanden, landen in Afrika en in Zwitserland. Van 1988 tot 1992 woonde Simone in Nederland, eerst in Nijmegen en daarna in Amsterdam. Vervolgens verhuisde ze naar Frankrijk en woonde van 1992 tot 1998 in Bouc Bel Air en daarna tot haar overlijden in Carry-le-Rouet.
Simone ging door met optreden tot ze 68 was. In 1983 en 1984 trad ze regelmatig op in Ronnie Scott's jazzclub in Londen. Van 1984 tot 1988 ging ze door een diep dal. Haar bipolaire stoornis speelde onder andere een rol in het maken van verkeerde keuzes, waaronder verkeerde managers. Ook was er sprake van jaren drank- en drugsmisbruik. Uiteindelijk belde ze in nood haar beste vriend in Nederland, Gerrit de Bruin. Samen met Raymond Gonzalez die optrad als manager, stelde De Bruin Simone voor de keuze: wij zorgen dat je een huis krijgt, boeken concerten voor je, brengen weer structuur in je leven aan, maar kunnen dat alleen als jij meewerkt. Werk je mee of werk je niet mee? Simone pakte die kans en verhuisde naar Nederland.
In Nederland, begeleid door De Bruin, kwam er rust in haar leven en pakte ze de draad van haar optredens weer op. Tot en met 2002 volgden nog honderden concerten, verscheen haar autobiografie en werd ook haar laatste cd A Single Woman uitgebracht. In 2002 werd haar nummer Rags and Old Iron onderdeel van de dancehit Love Story van Layo & Bushwacka!.
In de muziekwereld had ze de reputatie lastig en wispelturig te zijn. Simone zelf probeerde dit beeld altijd recht te zetten, hoewel ze erkende te lijden onder haar impulsiviteit en emotionaliteit waardoor ze dingen deed die ze eigenlijk niet wilde doen. Deze emotionaliteit en impulsiviteit waren tevens de eigenschappen waarmee ze tijdens  concerten, met haar bijzondere pianospel en markante stemgeluid, een volle zaal kon laten  swingen en dan weer huilen. Simones koninklijke verlangens en gedrag op het podium leverden haar de titel High Priestess of Soul op. Zelf moest ze daar niets van hebben: “I play 'black classical music' and my name is Nina Simone”. In de nadagen van haar loopbaan keek ze tijdens optredens vaak terug op gebeurtenissen in haar carrière, waaronder haar soms bijzondere eisen.
Simone overleed op Tweede Paasdag 2003 in haar huis in Carry-le-Rouet aan de gevolgen van borstkanker.

## Discografie

### Albums
| Album met eventuele hitnotering(en) in de Nederlandse Album Top 100 | Datum van verschijnen | Datum van binnenkomst | Hoogste positie | Aantal weken | Opmerkingen   |
| ------------------------------------------------------------------- | --------------------- | --------------------- | --------------- | ------------ | ------------- |
| Sings the Blues                                                     | 1967                  |                       |                 |              |               |
| Nuff Said                                                           | 1968                  |                       |                 |              |               |
| Nina Simone and Piano                                               | 1969                  |                       |                 |              |               |
| To Love Somebody                                                    | 1969                  |                       |                 |              |               |
| Black Gold                                                          | 1970                  |                       |                 |              |               |
| Here Comes the Sun                                                  | 1971                  |                       |                 |              |               |
| Emergency Ward                                                      | 1972                  |                       |                 |              |               |
| It Is Finished                                                      | 1974                  |                       |                 |              |               |
| Baltimore                                                           | 1978                  |                       |                 |              |               |
| The Rising Sun Collection                                           | 1980                  |                       |                 |              |               |
| Fodder on My Wings                                                  | 1982                  |                       |                 |              |               |
| Backlash                                                            | 1984                  |                       |                 |              |               |
| Nina's Back                                                         | 1985                  |                       |                 |              |               |
| Live & Kickin                                                       | 1985                  |                       |                 |              |               |
| Let It Be Me                                                        | 1987                  |                       |                 |              |               |
| Live at Ronnie Scott's                                              | 1987                  |                       |                 |              |               |
| The Album                                                           | 1987                  | 5 december 1987       | 10              | 11           | Verzamelalbum |
| A Single Woman                                                      | 1993                  |                       |                 |              |               |
| I Got Life (And Many More)                                          | 1998                  | 21 februari 1998      | 16              | 11           | Verzamelalbum |

### Verdere albums
- The Very Best of Nina Simone (2006), verzamelalbum

### Singles
| Single met eventuele hitnotering(en) in de Nederlandse Top 40 | Datum van verschijnen | Datum van binnenkomst | Hoogste positie | Aantal weken | Opmerkingen                                 |
| ------------------------------------------------------------- | --------------------- | --------------------- | --------------- | ------------ | ------------------------------------------- |
| I Put a Spell on You                                          | 1957                  | -                     |                 |              |                                             |
| My Baby Just Cares for Me                                     | 1958                  | -                     |                 |              |                                             |
| I Loves You Porgy                                             | 1958                  | -                     |                 |              |                                             |
| Don't Let Me Be Misunderstood                                 | 1964                  | -                     |                 |              |                                             |
| Sinnerman                                                     | 1964                  | -                     |                 |              |                                             |
| Feeling Good                                                  | 1965                  | -                     |                 |              |                                             |
| Ain't Got No, I Got Life                                      | 1968                  | 28 december 1968      | 1 (5wk)         | 16           | #1 (6wk) in de Parool Top 20                |
| To Love Somebody                                              | 1969                  | 8 maart 1969          | 10              | 7            | #10 in de Parool Top 20                     |
| Revolution                                                    | 1969                  | 19 april 1969         | 18              | 5            |                                             |
| To Be Young, Gifted and Black                                 | 1970                  | -                     |                 |              |                                             |
| Mr. Bojangles                                                 | 1971                  | 13 november 1971      | tip14           | -            |                                             |
| My Baby Just Cares for Me                                     | 1987                  | 5 december 1987       | 1 (1wk)         | 9            | Heruitgave / #2 in de Nationale Hitparade   |
| Ain't Got No, I Got Life                                      | 1998                  | 31 januari 1998       | 9               | 8            | Heruitgave / #11 in de Mega Top 100         |
| Ain't Got No, I Got Life                                      | 2007                  | 28 april 2007         | tip6            | -            | met Groovefinder / #56 in de Single Top 100 |

### NPO Radio 2 Top 2000
| Nummers met noteringen in de NPO Radio 2 Top 2000 | '99 | '00  | '01  | '02  | '03  | '04  | '05  | '06  | '07  | '08  | '09  | '10  | '11  | '12  | '13  | '14  | '15  | '16  | '17  | '18  | '19  | '20  | '21  | '22  | '23  | '24  |
| ------------------------------------------------- | --- | ---- | ---- | ---- | ---- | ---- | ---- | ---- | ---- | ---- | ---- | ---- | ---- | ---- | ---- | ---- | ---- | ---- | ---- | ---- | ---- | ---- | ---- | ---- | ---- | ---- |
| Ain't Got No, I Got Life                          | 745 | 687  | 926  | 988  | 782  | 702  | 660  | 613  | 661  | 651  | 720  | 569  | 573  | 294  | 461  | 668  | 636  | 740  | 815  | 509  | 818  | 696  | 733  | 1032 | 1117 | 1042 |
| Don’t Let Me Be Misunderstood                     | -   | 1707 | -    | -    | 1882 | 1888 | -    | 1624 | 1738 | 1850 | 1872 | 1797 | 1788 | 1453 | 1731 | 1922 | -    | -    | -    | -    | -    | -    | -    | -    | -    | -    |
| Feeling Good                                      | -   | -    | -    | -    | -    | -    | -    | -    | -    | -    | -    | -    | -    | -    | -    | -    | 962  | 1301 | 1332 | 878  | 1236 | 1099 | 1064 | 1168 | 1244 | 1283 |
| My Baby Just Cares for Me                         | 908 | 1143 | 1440 | 1617 | 1282 | 1001 | 1072 | 838  | 1037 | 1000 | 1091 | 1027 | 1161 | 1054 | 1067 | 1313 | 1309 | 1347 | 1405 | 1135 | 1415 | 1378 | 1568 | 1638 | 1789 | 1864 |

1. ↑  Een '-' betekent dat het nummer niet was genoteerd en een vetgedrukt getal geeft de hoogste notering van een nummer aan.

### Dvd's
| Dvd's met hitnoteringen in de Nederlandse Music Top 30 | Datum van verschijnen | Datum van binnenkomst | Hoogste positie | Aantal weken | Opmerkingen |
| ------------------------------------------------------ | --------------------- | --------------------- | --------------- | ------------ | ----------- |
| What happened, miss Simone? Her story. Her voice       | 2016                  | 10 september 2016     | 10              | 4            | Soundtrack  |

### Trivia
Janis Ian wijdde een song aan Nina Simone op haar laatste dvd "The end of the line" (2022) met als titel de naam Nina. Zij is een groot bewonderaar van Simone.